# Philodromus californicus
Philodromus californicus este o specie de păianjeni din genul Philodromus, familia Philodromidae, descrisă de Keyserling, 1884. Conform Catalogue of Life specia Philodromus californicus nu are subspecii cunoscute.